# Mahamet Diagouraga
Mahamet Diagouraga, detto Papi (Corbeil-Essonnes, 8 gennaio 1984), è un ex calciatore francese naturalizzato maliano, difensore.
Possiede il passaporto italiano.

## Caratteristiche tecniche
Soprannominato Papi, era considerato uno dei migliori talenti maliani della sua generazione.
Mahamet è stato un poderoso difensore centrale  forte fisicamente e molto aggressivo, che poteva essere adattato come terzino destro . Era molto atletico e veloce, oltre a essere forte negli interventi in tackle, nel gioco aereo, nelle intercettazioni e nei contrasti. Inoltre disponeva di buone doti di impostazione.
Infine, era anche noto per essere dotato di un grande carisma che lo rendevano un leader di spogliatoio.

## Carriera

### Esordi
Cresciuto nelle giovanili del Bretigny, arriva in Italia grazie al settore giovanile del Bologna, particolarmente attento ai talenti \0'provenienti dall'Africa. Rimane una stagione sotto le due torri, sempre aggregato alle giovanili, poi, per la stagione 2002-2003 è l ceduto a titolo definito al Chievo, dopo resta per le 2 stagioni successive, aggregato sempre al settore giovanile. Per la stagione 2004-2005, la società veneta, per farlo maturare e verificarne le qualità e l'adattamento al calcio italiano, decide di darlo in prestito in serie minori per poterlo vedere in azione in campionato.

#### Dalla stagione 2004-2005 alla 2007-2008: prestiti e comproprietà in giro per l'Italia
Il giovane Mahamet è, quindi, ceduto in prestito al Gualdo, partecipante al girone B della serie C2: il difensore gioca con regolarità mettendo insieme ben 25 apparizioni ed alternandosi nei ruoli di terzino destro e centrale deifensivo, aiutando la squadra a raggiungere una tranquilla salvezza. 
A fine stagione, il maliano fa rientro a Verona ma la società clivense lo cede nuovamente in prestito e nuovamente in C2: questa volta il difensore si trasferisce a Ferrara, per giocare con la prestigiosa maglia della SPAL. Anche quest'avventura è positiva: 23 presenze (tutte da titolare) e primo gol tra i professionisti segnando la rete del momentaneo 2-2 nella vittoriosa gara interna contro il Sansovino .
Nuovo rientro in Veneto ma subito nuova partenza: questa volta Mahamet lascia i clivensi e si accasa, in comproprietà alla Sambanedettese, voluto fortemente dal nuovo Direttore Generale dei marchigiani, Claudio Molinari, che lo aveva già osservato in azione alla SPAL, durante il suo mandato come DG dei romagnoli .
In riva al Tronto, il maliano sale di categoria (gioca infatti in C1) e mette insieme altre 23 presenze, venendo schierato in caso di emergenza anche come terzino sinistro o mediano, facendosi notare per il suo gioco aggressivo come dimostrano i 7 cartellini gialli e 1 rosso collezionati durante il campionato. Diagouraga disputa un buon campionato, facendosi notare però per una colossale papera nell'ultima vittoriosa, ed ininfluente ai fini della classifica, partita di campionato contro il Gallipoli, regalando di fatto un gol agli ospiti .
A fine stagione, il presidente della Samb Torrente si accorda con il Chievo per risolvere la comproprietà ed il difensore fa ritorno in Veneto.
All'inizio della stagione 2007-2008, il difensore lascia di nuovo il Veneto in comproprietà in direzione Massa Carrara: in Toscana Mahamet disputa la sua migliore stagione italiana, con il record di minuti giocati (2416 minuti per un totale di 27 gare disputate tutte da titolare) togliendosi lo sfizio di segnare anche il più classico gol dell'ex mettendo a segno il gol del momentaneo 1-1 nella vittoriosa 30ª giornata contro la Sambenedettese . Anche a Massa, Papi ha fatto vedere tutta la sua foga agonistica, mettendo a referto ben 11 cartellini gialli  .
A fine campionato, Massese e Chievo vanno alle buste per disputarsi la piene proprietà del cartellino di Diagouraga che rimane della società veneta .

#### Dalla stagione 2008-2009 alla 2011-2012: la consacrazione a Modena
Dopo un timido interessamento della Lucchese, la stagione 2008-2009 si apre con un nuovo trasferimento per Papi che, sempre in comproprietà, approda al Modena, per € 230000, dove prenderà la maglia numero 2. 
Con i canarini Diagouraga finalmente riesce ad imporsi e a giocare con regolarità in campionato di primo piano come la Serie B, diventando in breve tempo un punto di riferimento per i compagni ed un idolo indiscusso per la tifoseria.
L'esordio in campionato con il Modena è datato 30/08/2008 nella gara casalinga contro l'AlbinoLeffe  ma il difensore  aveva già disputato con i canarini oltre un'ora nella partita di Coppa Italia il 23 agosto 2008 contro l'Atalanta.
A fine stagione, il maliano mette a referto 26 presenze, di cui 20 da titolari, e 10 cartellini gialli, abbastanza per garantirgli il rinnovo della comproprietà e, per la prima volta da quando gioca in Italia, di continuare per un'altra stagione con la stessa maglia.
La stagione successiva, con il confermato Luigi Apolloni in panchina, vede Diagouraga ancora indiscusso protagonista: il 9 agosto è autore di uno dei rigori nella lotteria che decide per il Novara Football Club il primo turno di Coppa Italia, mentre in campionato mette a referto 31 presenze (di cui 27 da titolare), 1 gol (quello del momentaneo 1-1 nella vittoriosa gara casalinga contro il Cittadella alla 38ª giornata), 1 assist (per il gol del momentaneo 1-0 di Andrea Catellani alla 6a giornata contro l'Empoli Football Club) conditi da 9 cartellini gialli ed 1 rosso, aiutando il Modena a centrare una tranquilla salvezza.
Le buone prestazioni portano alla conferma di Papi che disputa un'altra stagione da assoluto protagonista nonostante il cambio di allenatore che vide Cristiano Bergodi prendere il posto di Apolloni.
A seguito delle su buone prestazioni in campionato, il 24 giugno 2011 il Modena trova l'accordo con il Chievo e risolve a proprio favore la comproprietà di Papi, diventando interamente proprietaria del suo cartellino.
La stagione successiva, però, è la più complicata per il difensore tra quelle passate a Modena, in quanto, nella parte centrale della stagione 2011-2012 con Agatino Cuttone in panchina, perde il ruolo di titolare, ma, con il ritorno sulla panchina dei canarini dell'ex giocatore della Lazio Cristiano Bergodi nell'ultima parte della stagione, ritrova lo smalto dei tempi migliori, dimostrandosi un giocatore importante per la squadra e sfornando tre grandi prestazioni contro, Juve Stabia, Ascoli (giudicata dalla stampa la sua migliore prestazione stagionale) e Sassuolo, venendo osannato da tutto il Braglia.
Chiude la stagione con solo 16 presenze, di cui 12 da titolare e 9 cartelline, salutando il pubblico del Braglia il 26 maggio 2012 nell'ultima di campionato contro l'Hellas Verona.
Dopo oltre 100 partite ed 1 un gol (nella gara contro il Cittadella nella stagione 2009-2010) con la maglia del Modena, alla fine della stagione 2011-2012 rimane svincolato, nonostante i suoi compagni di squadra abbiano richiesto su Twitter il rinnovo del suo contratto alla dirigenza.

#### Stagione 2012-2013: toccata e fuga al Carpi e l'ultima avventura in Italia
Arrivato ad un passo dall'indossare la prestigiosa maglia amaranto del Livorno e svanito l'interesse della Pro Vercelli, rimane tuttavia senza squadra fino a gennaio 2013 quando è tesserato dal Carpi, militante in Lega Pro 1, primo colpo di mercato del nuovo direttore sportivo degli emiliani, Cristiano Giuntoli. Qui il difensore resta coinvolto in un fatto curioso: chiamato dallo staff tecnico biancorosso a svolgere una mini-seduta riservata ai giocatori non utilizzati nel match contro la Reggiana del 14 gennaio 2013,  Mahamet si rifiuta di scendere in campo, un successivo incontro con i vertici della società non porta ad un chiarimento e, pertanto, la società decide, dopo solo 15 giorni dal suo arrivo di cedere il giocatore. La prima trattativa è per un prestito al Sorrento ma poi il maliano si accasa alla Nocerina con cui firma un accordo fino al termine della stagione.
Il suo breve periodo in Campania, però, è stato funestato da diversi problemi fisici , tra cui una fastidiosa lesione di primo grado al bicipite femorale, dovuti anche ai mesi di inattività. Solo ad aprile Papi riesce a rientrare ad allenarsi in gruppo per disputare il finale di stagione  ma riuscendo a giocare solo le ultime gare della stagione regolare (2 da subentrato e 1, l'ultima di campionato proprio contro il Sorrento da titolare ) ed 1' durante i playoff contro il Latina Calcio 1932, prima di essere nuovamente svincolato.

#### Il rientro in Francia ed il ritiro
Dopo un breve periodo di inattività, durante il quale lascia l'Italia, Papi ricompare nella quinta serie francese con l'US Sénart-Moissy con cui  disputerà 32 gare di campionato in 3 stagioni, prima di appendere definitivamente gli scarpini al chiodo.

### Nazionale
Ha partecipato ai Mondiali Under-20 del 2003, disputato negli Emirati Arabi Uniti, collezionando 3 presenze con Le Aquile: due da subentrato (contro Argentina e Spagna) ed una da titolare contro l'Uzbekistan.